# Corque
Corque es una población y municipio rural de Bolivia, capital de la provincia de Carangas en el departamento de Oruro.
El municipio está conformado por comunidades rurales, incluyendo: Corque, Jancocala, Copacabana, Caracota, Pajoco, Villa Tarucachi, Pomata Ayte, San Antonio de Nor Cala, Opoqueri, San José de Kala, Villa Esperanza, Andapata Lupe, Laca Laca y San Pedro de Huaylloco.
En 2007, el municipio de Corque fue declarado como Capital de la Thola del departamento de Oruro mediante la Ley N.º 3754.

## Demografía
De acuerdo con el censo boliviano de 2024, la población del municipio de Corque es de 16 020 habitantes.
La población del municipio aumentó más del doble entre 1992 y 2024:
| Año  | Habitantes (municipio) | Fuente |
| ---- | ---------------------- | ------ |
| 1992 | 6.184                  | Censo  |
| 2001 | 8.548                  | Censo  |
| 2012 | 9.221                  | Censo  |
| 2024 | 16.020                 | Censo  |